# Fase final da Copa Libertadores da América de 2025
A fase final da Copa Libertadores da América de 2025 será disputada de 12 de agosto a 29 de novembro de 2025. Um total de 16 equipes competirão na fase final decidindo os campeões da Copa Libertadores de 2025, com a final a ser disputada em Lima , Peru.

## Equipes classificadas
| Pos | Grp | Equipe            | Pts | J | V | E | D | GP | GC | SG  | Sorteio das oitavas de final |
| --- | --- | ----------------- | --- | - | - | - | - | -- | -- | --- | ---------------------------- |
| 1   | G   | Palmeiras         | 18  | 6 | 6 | 0 | 0 | 17 | 4  | +13 | Pote 1                       |
| 2   | D   | São Paulo         | 14  | 6 | 4 | 2 | 0 | 10 | 4  | +6  | Pote 1                       |
| 3   | E   | Racing            | 13  | 6 | 4 | 1 | 1 | 14 | 3  | +11 | Pote 1                       |
| 4   | B   | River Plate       | 12  | 6 | 3 | 3 | 0 | 13 | 7  | +6  | Pote 1                       |
| 5   | A   | Estudiantes       | 12  | 6 | 4 | 0 | 2 | 11 | 5  | +6  | Pote 1                       |
| 6   | H   | Vélez Sarsfield   | 11  | 6 | 3 | 2 | 1 | 11 | 4  | +7  | Pote 1                       |
| 7   | F   | Internacional     | 11  | 6 | 3 | 2 | 1 | 12 | 8  | +4  | Pote 1                       |
| 8   | C   | LDU Quito         | 11  | 6 | 3 | 2 | 1 | 8  | 4  | +4  | Pote 1                       |
|     |     |                   |     |   |   |   |   |    |    |     |                              |
| 9   | A   | Botafogo          | 12  | 6 | 4 | 0 | 2 | 8  | 5  | +3  | Pote 2                       |
| 10  | H   | Peñarol           | 11  | 6 | 3 | 2 | 1 | 9  | 4  | +5  | Pote 2                       |
| 11  | C   | Flamengo          | 11  | 6 | 3 | 2 | 1 | 6  | 3  | +3  | Pote 2                       |
| 12  | F   | Atlético Nacional | 9   | 6 | 3 | 0 | 3 | 7  | 6  | +1  | Pote 2                       |
| 13  | D   | Libertad          | 9   | 6 | 2 | 3 | 1 | 6  | 5  | +1  | Pote 2                       |
| 14  | E   | Fortaleza         | 8   | 6 | 2 | 2 | 2 | 8  | 5  | +3  | Pote 2                       |
| 15  | B   | Universitario     | 8   | 6 | 2 | 2 | 2 | 4  | 4  | 0   | Pote 2                       |
| 16  | G   | Cerro Porteño     | 7   | 6 | 2 | 1 | 3 | 7  | 11 | −4  | Pote 2                       |

## Formato
A partir das oitavas de final, as equipes disputam um torneio de eliminação simples com as seguintes regras:
- Nas oitavas de final, quartas de final e semifinais, cada partida é disputada em jogos de ida e volta , com o time com a melhor classificação mandando na segunda partida (artigo 2.2.3.2 do regulamento). Em caso de empate no placar agregado, não haverá prorrogação, e a decisão por pênaltis será usada para determinar o vencedor (artigo 2.4.3 do regulamento).
- A final será disputada em partida única, em local pré-selecionado pela CONMEBOL, com o time com maior número de cabeças de chave designado como mandante para fins administrativos (artigo 2.2.3.5 do regulamento). Em caso de empate após o tempo regulamentar, serão jogados 30 minutos de prorrogação . Se o empate persistir após a prorrogação, a disputa por pênaltis será realizada para determinar o vencedor (artigo 2.4.4 do regulamento).

## Sorteio
O sorteio para as oitavas de final e a definição dos cruzamentos até a final será realizado em 2 de junho de 2025, às 12:00 locais (UTC-3) na sede da CONMEBOL em Luque, no Paraguai. Para as oitavas de final, as 16 equipes serão sorteadas em oito confrontos (A–H) entre um vencedor de grupo (pote 1) e um segundo colocado de grupo (pote 2) da fase anterior, com os vencedores de grupo sediando a segunda partida. Equipes da mesma associação ou do mesmo grupo podem ser sorteadas para o mesmo confronto (artigo 2.2.3.2 do regulamento).

## Esquema
As equipes que estão na parte superior do confronto possuem o mando de campo no primeiro jogo e em negrito as equipes classificadas.
|  | Oitavas de final  | Oitavas de final  | Oitavas de final  | Oitavas de final  |                 |  | Quartas de final    | Quartas de final    | Quartas de final    | Quartas de final    |  |  | Semifinais         | Semifinais         | Semifinais         | Semifinais         |  |  | Final          | Final          |
|  | 12 a 21 de agosto | 12 a 21 de agosto | 12 a 21 de agosto | 12 a 21 de agosto |                 |  | 16 a 25 de setembro | 16 a 25 de setembro | 16 a 25 de setembro | 16 a 25 de setembro |  |  | 21 a 30 de outubro | 21 a 30 de outubro | 21 a 30 de outubro | 21 a 30 de outubro |  |  | 29 de novembro | 29 de novembro |
|  |                   |                   |                   |                   |                 |  |                     |                     |                     |                     |  |  |                    |                    |                    |                    |  |  |                |                |
|  | Botafogo          | 1                 |                   |                   |                 |  |                     |                     |                     |                     |  |  |                    |                    |                    |                    |  |  |                |                |
|  | LDU Quito         | 0                 |                   |                   |                 |  |                     |                     |                     |                     |  |  |                    |                    |                    |                    |  |  |                |                |
|  | LDU Quito         | 0                 |                   |                   |                 |  |                     |                     |                     |                     |  |  |                    |                    |                    |                    |  |  |                |                |
|  |                   |                   |                   |                   |                 |  |                     |                     |                     |                     |  |  |                    |                    |                    |                    |  |  |                |                |
|  |                   | São Paulo         |                   |                   |                 |  |                     |                     |                     |                     |  |  |                    |                    |                    |                    |  |  |                |                |
|  | Atlético Nacional | 0                 | 1                 | 1 (3)             |                 |  |                     |                     |                     |                     |  |  |                    |                    |                    |                    |  |  |                |                |
|  | Atlético Nacional | 0                 | 1                 | 1 (3)             |                 |  |                     |                     |                     |                     |  |  |                    |                    |                    |                    |  |  |                |                |
|  | São Paulo (pen)   | 0                 | 1                 | 1 (4)             |                 |  |                     |                     |                     |                     |  |  |                    |                    |                    |                    |  |  |                |                |
|  | São Paulo (pen)   | 0                 | 1                 | 1 (4)             |                 |  |                     |                     |                     |                     |  |  |                    |                    |                    |                    |  |  |                |                |
|  |                   |                   |                   |                   |                 |  |                     |                     |                     |                     |  |  |                    |                    |                    |                    |  |  |                |                |
|  |                   |                   |                   |                   |                 |  |                     |                     |                     |                     |  |  |                    |                    |                    |                    |  |  |                |                |
|  | Universitario     | 0                 |                   |                   |                 |  |                     |                     |                     |                     |  |  |                    |                    |                    |                    |  |  |                |                |
|  | Universitario     | 0                 |                   |                   |                 |  |                     |                     |                     |                     |  |  |                    |                    |                    |                    |  |  |                |                |
|  | Palmeiras         | 4                 |                   |                   |                 |  |                     |                     |                     |                     |  |  |                    |                    |                    |                    |  |  |                |                |
|  | Palmeiras         | 4                 |                   |                   |                 |  |                     |                     |                     |                     |  |  |                    |                    |                    |                    |  |  |                |                |
|  |                   |                   |                   |                   |                 |  |                     |                     |                     |                     |  |  |                    |                    |                    |                    |  |  |                |                |
|  |                   |                   |                   |                   |                 |  |                     |                     |                     |                     |  |  |                    |                    |                    |                    |  |  |                |                |
|  | Libertad          | 0                 |                   |                   |                 |  |                     |                     |                     |                     |  |  |                    |                    |                    |                    |  |  |                |                |
|  | Libertad          | 0                 |                   |                   |                 |  |                     |                     |                     |                     |  |  |                    |                    |                    |                    |  |  |                |                |
|  | River Plate       | 0                 |                   |                   |                 |  |                     |                     |                     |                     |  |  |                    |                    |                    |                    |  |  |                |                |
|  | River Plate       | 0                 |                   |                   |                 |  |                     |                     |                     |                     |  |  |                    |                    |                    |                    |  |  |                |                |
|  |                   |                   |                   |                   |                 |  |                     |                     |                     |                     |  |  |                    |                    |                    |                    |  |  |                |                |
|  |                   |                   |                   |                   |                 |  |                     |                     |                     |                     |  |  |                    |                    |                    |                    |  |  |                |                |
|  | Fortaleza         | 0                 | 0                 | 0                 |                 |  |                     |                     |                     |                     |  |  |                    |                    |                    |                    |  |  |                |                |
|  | Fortaleza         | 0                 | 0                 | 0                 |                 |  |                     |                     |                     |                     |  |  |                    |                    |                    |                    |  |  |                |                |
|  | Vélez Sarsfield   | 0                 | 2                 | 2                 |                 |  |                     |                     |                     |                     |  |  |                    |                    |                    |                    |  |  |                |                |
|  | Vélez Sarsfield   | 0                 | 2                 | 2                 | Vélez Sarsfield |  |                     |                     |                     |                     |  |  |                    |                    |                    |                    |  |  |                |                |
|  |                   |                   |                   |                   |                 |  |                     |                     |                     |                     |  |  |                    |                    |                    |                    |  |  |                |                |
|  |                   | Racing            |                   |                   |                 |  |                     |                     |                     |                     |  |  |                    |                    |                    |                    |  |  |                |                |
|  | Peñarol           | 1                 | 1                 | 2                 |                 |  |                     |                     |                     |                     |  |  |                    |                    |                    |                    |  |  |                |                |
|  | Peñarol           | 1                 | 1                 | 2                 |                 |  |                     |                     |                     |                     |  |  |                    |                    |                    |                    |  |  |                |                |
|  | Racing            | 0                 | 3                 | 3                 |                 |  |                     |                     |                     |                     |  |  |                    |                    |                    |                    |  |  |                |                |
|  | Racing            | 0                 | 3                 | 3                 |                 |  |                     | Argentina           |                     |                     |  |  |                    |                    |                    |                    |  |  |                |                |
|  |                   |                   |                   |                   |                 |  |                     |                     |                     |                     |  |  |                    |                    |                    |                    |  |  |                |                |
|  |                   |                   |                   |                   |                 |  |                     |                     |                     |                     |  |  |                    |                    |                    |                    |  |  |                |                |
|  | Flamengo          | 1                 |                   |                   |                 |  |                     |                     |                     |                     |  |  |                    |                    |                    |                    |  |  |                |                |
|  | Flamengo          | 1                 |                   |                   |                 |  |                     |                     |                     |                     |  |  |                    |                    |                    |                    |  |  |                |                |
|  | Internacional     | 0                 |                   |                   |                 |  |                     |                     |                     |                     |  |  |                    |                    |                    |                    |  |  |                |                |
|  | Internacional     | 0                 | Brasil            |                   |                 |  |                     |                     |                     |                     |  |  |                    |                    |                    |                    |  |  |                |                |
|  |                   |                   |                   |                   |                 |  |                     |                     |                     |                     |  |  |                    |                    |                    |                    |  |  |                |                |
|  |                   |                   |                   |                   |                 |  |                     |                     |                     |                     |  |  |                    |                    |                    |                    |  |  |                |                |
|  | Cerro Porteño     | 0                 |                   |                   |                 |  |                     |                     |                     |                     |  |  |                    |                    |                    |                    |  |  |                |                |
|  | Cerro Porteño     | 0                 |                   |                   |                 |  |                     |                     |                     |                     |  |  |                    |                    |                    |                    |  |  |                |                |
|  | Estudiantes       | 1                 |                   |                   |                 |  |                     |                     |                     |                     |  |  |                    |                    |                    |                    |  |  |                |                |

## Oitavas de final
As partidas de ida serão disputadas de 12 a 14 de agosto, e as partidas de volta serão disputadas de 19 a 21 de agosto de 2025.
Equipe 1 possui o mando de campo no primeiro jogo e em negrito as equipes classificadas.
| Chave | Equipe 1          | Total       | Equipe 2        | 1.º jogo | 2.º jogo |
| ----- | ----------------- | ----------- | --------------- | -------- | -------- |
| A     | Atlético Nacional | 1–1 (3–4 p) | São Paulo       | 0–0      | 1–1      |
| B     | Fortaleza         | 0–2         | Vélez Sarsfield | 0–0      | 0–2      |
| C     | Flamengo          |             | Internacional   | 1–0      | 20 ago   |
| D     | Universitario     |             | Palmeiras       | 0–4      | 21 ago   |
| E     | Libertad          |             | River Plate     | 0–0      | 21 ago   |
| F     | Cerro Porteño     |             | Estudiantes     | 0–1      | 20 ago   |
| G     | Peñarol           | 2–3         | Racing          | 1–0      | 1–3      |
| H     | Botafogo          |             | LDU Quito       | 1–0      | 21 ago   |

### Chave A
| 12 de agosto  | Atlético Nacional | 0 – 0     | São Paulo | Estádio Atanasio Girardot, Medellín |
| 19:30 (UTC−5) |                   | Relatório |           | Árbitro: URU Gustavo Tejera         |

| 19 de agosto  | São Paulo      | 1 – 1     | Atlético Nacional  | Estádio do Morumbi, São Paulo    |
| 21:30 (UTC−3) | André Silva 3' | Relatório | Morelos 70' (pen.) | Árbitro: ARG Maximiliano Ramírez |

|                                                |       | Penalidades                                   |  |
| Lucas Moura Marcos Antônio Luciano Díaz Cédric | 4 – 3 | M. Uribe Campuzano Morelos Tesillo Hinestroza |  |

1–1 no agregado. São Paulo venceu por 4–3 nos pênaltis.

### Chave B
| 12 de agosto  | Fortaleza | 0 – 0     | Vélez Sarsfield | Arena Castelão, Fortaleza                 |
| 19:00 (UTC−3) |           | Relatório |                 | Público: 27 955 Árbitro: PAR Derlis López |

| 19 de agosto  | Vélez Sarsfield         | 2 – 0     | Fortaleza | Estádio José Amalfitani, Buenos Aires |
| 19:00 (UTC−3) | Carrizo 7' · Galván 28' | Relatório |           | Árbitro: COL Andrés Rojas             |

Vélez Sarsfield venceu por 2–0 no placar agregado.

### Chave C
| 13 de agosto  | Flamengo           | 1 – 0     | Internacional | Estádio do Maracanã, Rio de Janeiro        |
| 21:30 (UTC−3) | Bruno Henrique 28' | Relatório |               | Público: 68 483 Árbitro: ARG Darío Herrera |

| 20 de agosto  | Internacional | –         | Flamengo | Estádio Beira-Rio, Porto Alegre |
| 21:30 (UTC−3) |               | Relatório |          | Árbitro: URU Esteban Ostojich   |

### Chave D
| 14 de agosto  | Universitario | 0 – 4     | Palmeiras                                          | Estádio Monumental, Lima   |
| 19:30 (UTC−5) |               | Relatório | Gómez 7' (pen.) · López 13', 75' · Vitor Roque 30' | Árbitro: ARG Facundo Tello |

| 21 de agosto  | Palmeiras | –         | Universitario | Allianz Parque, São Paulo |
| 21:30 (UTC−3) |           | Relatório |               | Árbitro: CHI Piero Maza   |

### Chave E
| 14 de agosto  | Libertad | 0 – 0     | River Plate | Estádio Tigo La Huerta, Assunção |
| 21:30 (UTC−3) |          | Relatório |             | Árbitro: BRA Wilton Sampaio      |

| 21 de agosto  | River Plate | –         | Libertad | Estádio Monumental, Buenos Aires |
| 21:30 (UTC−3) |             | Relatório |          | Árbitro: URU Andrés Matonte      |

### Chave F
| 13 de agosto  | Cerro Porteño | 0 – 1     | Estudiantes            | Estádio General Pablo Rojas, Assunção   |
| 19:00 (UTC−3) |               | Relatório | Ascacíbar 90+8' (pen.) | Público: 29 928 Árbitro: CHI Piero Maza |

| 20 de agosto  | Estudiantes | –         | Cerro Porteño | Estádio Jorge Luis Hirschi, La Plata |
| 19:00 (UTC−3) |             | Relatório |               | Árbitro: VEN Jesús Valenzuela        |

### Chave G
| 12 de agosto  | Peñarol    | 1 – 0     | Racing | Estádio Campeón del Siglo, Montevidéu      |
| 21:30 (UTC−3) | Terans 78' | Relatório |        | Público: 35 570 Árbitro: BRA Raphael Claus |

| 19 de agosto  | Racing                                | 3 – 1     | Peñarol     | Estádio El Cilindro, Avellaneda |
| 21:30 (UTC−3) | Martínez 7', 83' (pen.) · Pardo 90+4' | Relatório | Herrera 15' | Árbitro: COL Wilmar Roldán      |

Racing venceu por 3–2 no placar agregado.

### Chave H
| 14 de agosto  | Botafogo | 1 – 0     | LDU Quito | Estádio Nilton Santos, Rio de Janeiro |
| 19:00 (UTC−3) | Artur 1' | Relatório |           | Árbitro: COL Wilmar Roldán            |

| 21 de agosto  | LDU Quito | –         | Botafogo | Estádio Casa Blanca, Quito |
| 17:00 (UTC−5) |           | Relatório |          | Árbitro: ARG Facundo Tello |

## Quartas de final
As partidas de ida serão disputadas de 16 a 18 de setembro, e as partidas de volta serão disputadas de 23 a 25 de setembro de 2025. A equipe com a melhor campanha na fase de grupos fará a segunda partida em casa.
Equipe 1 possui o mando de campo no primeiro jogo e em negrito as equipes classificadas.
| Chave | Equipe 1        | Total | Equipe 2   | 1.º jogo  | 2.º jogo  |
| ----- | --------------- | ----- | ---------- | --------- | --------- |
| S1    | Vencedor H      |       | São Paulo  | 16–18 set | 23–25 set |
| S2    | Vélez Sarsfield |       | Racing     | 16–18 set | 23–25 set |
| S3    | Vencedor F      |       | Vencedor C | 16–18 set | 23–25 set |
| S4    | Vencedor E      |       | Vencedor D | 16–18 set | 23–25 set |

### Chave S1
|         | Vencedor H | – | São Paulo |  |
| --:-- - |            |   |           |  |

|               | São Paulo | – | Vencedor H | Estádio do Morumbi, São Paulo |
| --:-- (UTC−3) |           |   |            |                               |

### Chave S2
|               | Vélez Sarsfield | – | Racing | Estádio José Amalfitani, Buenos Aires |
| --:-- (UTC−3) |                 |   |        |                                       |

|               | Racing | – | Vélez Sarsfield | Estádio El Cilindro, Avellaneda |
| --:-- (UTC−3) |        |   |                 |                                 |

### Chave S3
|         | Vencedor F | – | Vencedor C |  |
| --:-- - |            |   |            |  |

|         | Vencedor C | – | Vencedor F |  |
| --:-- - |            |   |            |  |

### Chave S4
|         | Vencedor E | – | Vencedor D |  |
| --:-- - |            |   |            |  |

|         | Vencedor D | – | Vencedor E |  |
| --:-- - |            |   |            |  |

## Semifinais
As partidas de ida serão disputadas de 21 a 23 de outubro, e as partidas de volta serão disputadas de 28 a 30 de outubro de 2025. A equipe com a melhor campanha na fase de grupos fará a segunda partida em casa.
Equipe 1 possui o mando de campo no primeiro jogo e em negrito as equipes classificadas.
| Chave | Equipe 1    | Total | Equipe 2    | 1.º jogo  | 2.º jogo  |
| ----- | ----------- | ----- | ----------- | --------- | --------- |
| F1    | Vencedor S4 |       | Vencedor S1 | 21–23 out | 28–30 out |
| F2    | Vencedor S3 |       | Vencedor S2 | 21–23 out | 28–30 out |

### Chave F1
|         | Vencedor S4 | – | Vencedor S1 |  |
| --:-- - |             |   |             |  |

|         | Vencedor S1 | – | Vencedor S4 |  |
| --:-- - |             |   |             |  |

### Chave F2
|         | Vencedor S3 | – | Vencedor S2 |  |
| --:-- - |             |   |             |  |

|         | Vencedor S2 | – | Vencedor S3 |  |
| --:-- - |             |   |             |  |

## Final
A equipe com a melhor campanha na fase de grupos será a mandante da partida.
| 29 de novembro | F1 | – | F2 | Estadio Monumental, Lima |
| --:-- (UTC−5)  |    |   |    |                          |